# Hydroformylering
Hydroformylering is een organische reactie, meer bepaald een carbonylering, waarbij een alkeen wordt omgezet tot een aldehyde met behulp van syngas (koolstofmonoxide en waterstofgas):
Hydroformylering produceert aldehyden met één koolstofatoom meer dan de gebruikte alkenen: met propeen als precursor bekomt men na reactie butyraldehyde en isobutyraldehyde.
Hydroformylering wordt industrieel op grote schaal toegepast, voornamelijk voor de productie van alcoholen door hydrogenering van aldehyden. Vele hydroformyleringsprocessen zijn geïntegreerd met een hydrogenering en worden als één proces bedreven. Hydroformylering wordt ook oxosynthese of oxoproces genoemd, maar in de praktijk wordt hiermee vaak de combinatie hydroformylering-hydrogenering bedoeld.
De reactie verloopt bij hoge temperatuur en hoge druk en met behulp van een katalysator. De originele katalysator was een kobalt-carbonylcomplex. Later zijn actievere katalysatoren ontwikkeld, meestal rodiumcomplexen. Zoals in de reactievergelijking getoond produceert hydroformylering van een lineair alkeen zowel lineaire als vertakte aldehyden, waarbij gewoonlijk de vertakte aldehyden ongewenst zijn. Daarom is er gezocht naar katalysatoren die selectief zijn en de vorming van lineaire aldehyden bevorderen ten koste van de vertakte. Omvangrijke liganden in het rodiumcomplex, zoals tributylfosfine of trifenylfosfine, bevorderen de vorming van onvertakte aldehyden.